# Viaducto de San Baudilio de Llobregat
El viaducto de San Baudilio de Llobregat (también Sant Boi de Llobregat o simplemente, Sant Boi) es un viaducto de 870 metros de longitud que forma parte de la LAV (Línea de Alta Velocidad) Madrid-Zaragoza-Barcelona-Frontera Francesa. El viaducto es propiedad de Adif (Administrador de Infraestructuras Ferroviarias).
El viaducto atraviesa el río Llobregat, dos líneas de ferrocarril y la carretera C-245, que une Castelldefels con Gavá. Forma parte del término municipal de San Baudilio de Llobregat y está situado en el este de este municipio, muy cerca de Cornellá de Llobregat. Se sitúa a unos 15 km de Barcelona y cerca del aeropuerto del Prat. De hecho, pasado este viaducto, la línea entra en un túnel bajo el parque agrario y describe una curva para situarse en dirección noreste hasta llegar a El Prat de Llobregat.
El viaducto se proyectó con un presupuesto de 25 millones de euros. El diseño se llevó a cabo en 2005 y los trabajos de construcción durante el período de 2005-2006. Finalmente, el viaducto se completó en 2006, año en que entró en funcionamiento, sin incidencias ni ningún desvío del presupuesto inicial. Su concepto es similar al viaducto de Llinars pero con una geometría diferente.
Este viaducto tiene la singularidad de ser el primer puente metálico de la línea de ferrocarriles de alta velocidad AVE entre Madrid y Barcelona. También destaca por la combinación de tecnología, integración en el entorno, estética y complejidad ingenieril. Las estructuras de las líneas de ferrocarriles de alta velocidad requieren cuidados análisis de estudio de la dinámica y la interacción entre la estructura, vía y cargas que ejerce el tren sobre los diferentes elementos del viaducto.
Debido a la proximidad con la Estación de Sants, la velocidad de diseño adoptada para el cálculo de los parámetros del trazado es 80 km/h como velocidad mínima y 150 km/h como velocidad máxima. La pendiente máxima adoptada fue de 25/1000 (2,5 %) aunque el ayuntamiento de San Baudilio de Llobregat solicitó utilizar una pendiente del 3 % que dejara más espacio al parque agrario.
El puente fue diseñado con un programa informático mediante el método de análisis de elementos finitos.

## Descripción
El viaducto de San Baudilio de Llobregat tiene una longitud total de 870 metros y consta de dos secciones diferenciadas:
- El primer tramo tiene una longitud de 340 metros y atraviesa varias infraestructuras (dos líneas de ferrocarril y la carretera C-245 de cinco carriles). Está formado por seis vanos de 44 +63 +63 +63 +63 +44 metros de luz, respectivamente. El tablero es mixto de hormigón y acero. Dispone de una estructura de acero, con forma de tirantes, que une el tablero del viaducto con el extremo superior de las pilas. Esta estructura que es, probablemente, el elemento más visible de todo el viaducto, que está pintada en color verde oscuro de acuerdo con la imagen corporativa de Adif.  Detalle de la singular estructura de acero, que pertenece al primer tramo del viaducto.

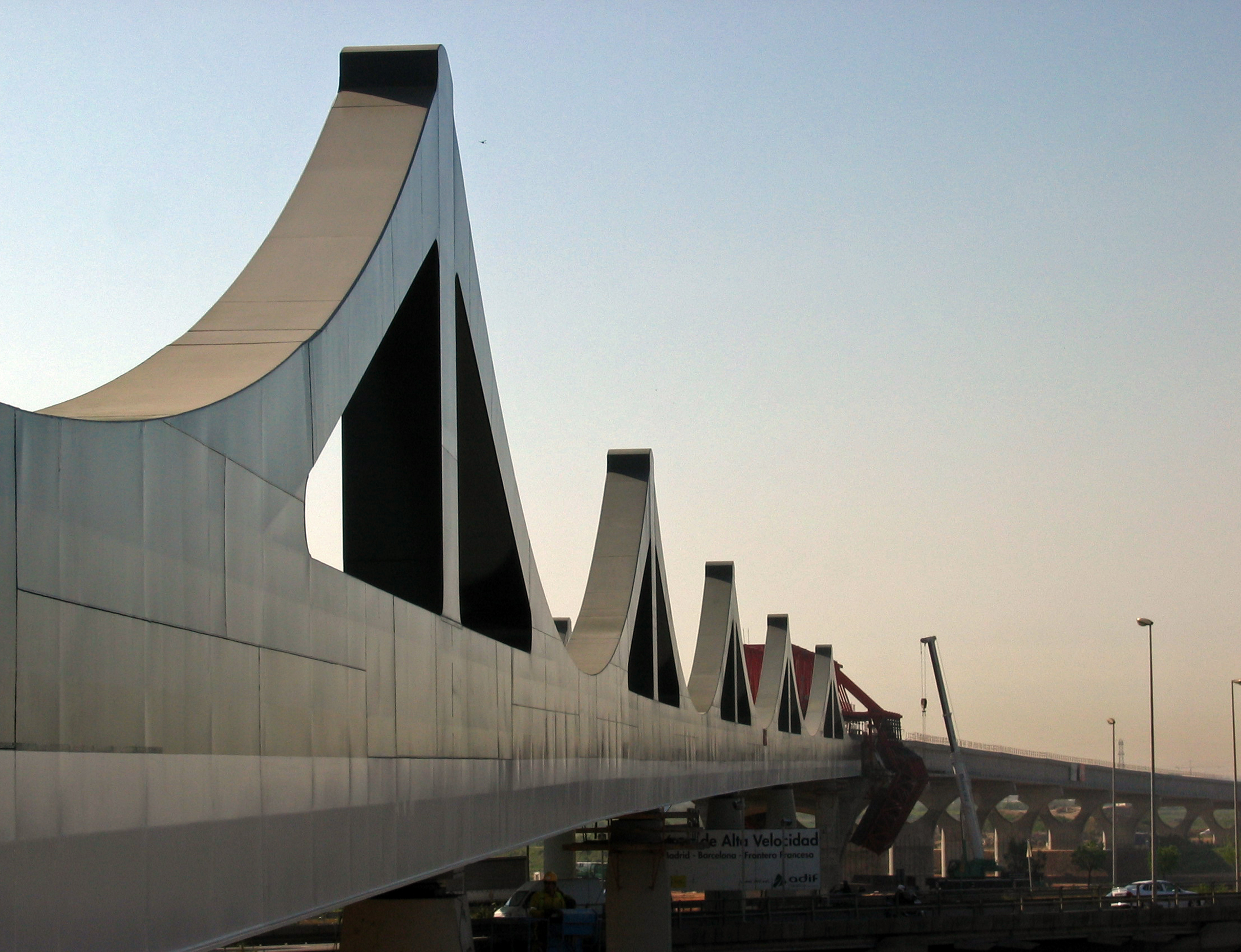
Detalle de la singular estructura de acero, que pertenece al primer tramo del viaducto.

- El segundo tramo tiene una longitud de 530 metros y pasa sobre el río Llobregat. Está formado por un tablero de hormigón pretensado con luces máximas de 50 metros de longitud. Este tramo se apoya sobre 10 pilas intermedias.  Detalle del segundo tramo del viaducto.

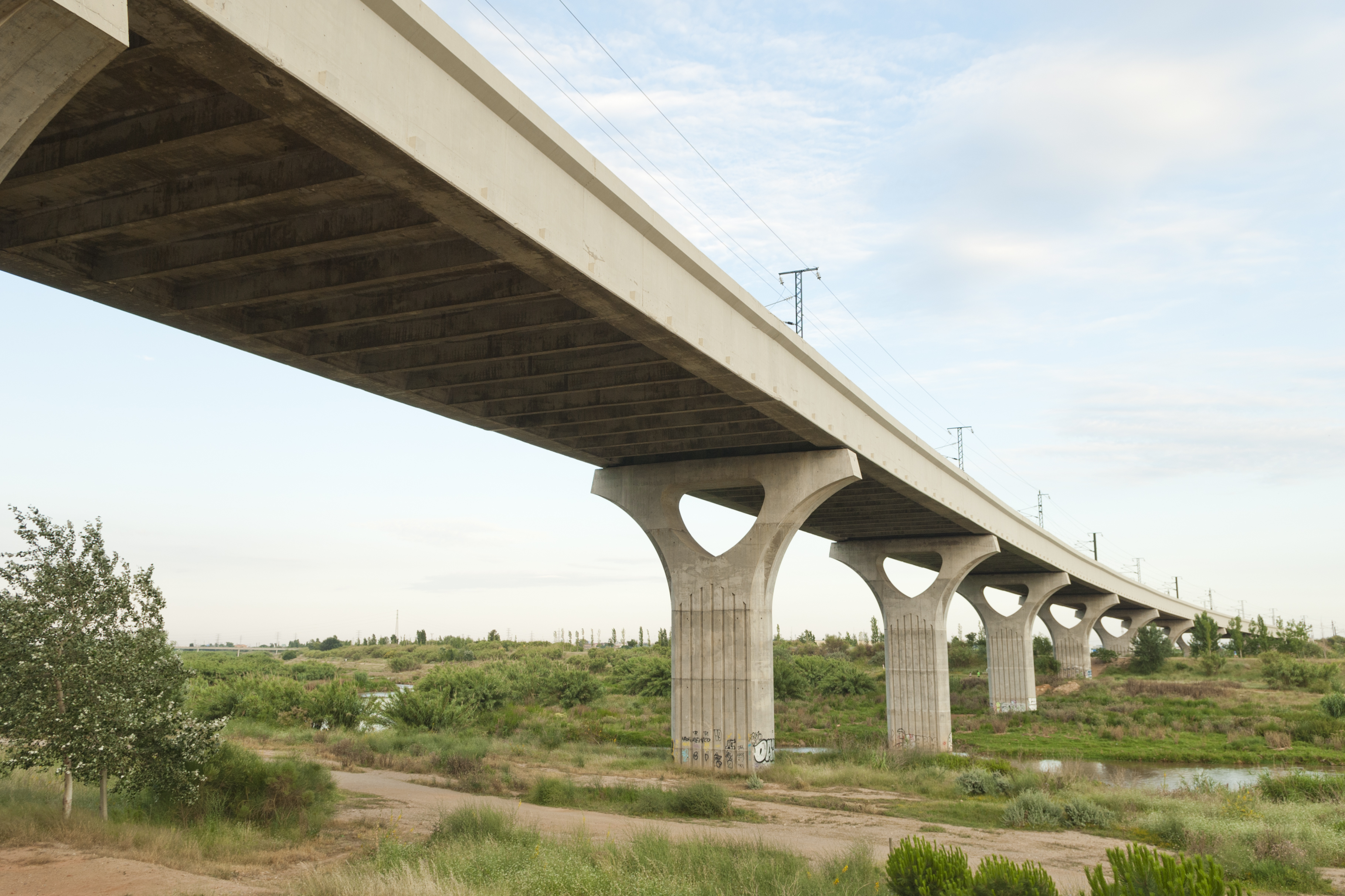
Detalle del segundo tramo del viaducto.

Los 17 metros de ancho del viaducto permiten un aprovechamiento de 14 metros, sobre los que se apoyan dos vías sobre balasto.

## Construcción
El viaducto de San Baudilio fue construido por la empresa española Acciona.. El viaducto fue diseñado por la empresa multinacional Pedelta, especializada en ingeniería civil y con sede en Barcelona. Esta empresa, además, se encargó del proyecto constructivo y la dirección de obra. Por otra parte, una de las empresas que se encargaron de la construcción en acero fue la metalúrgica MEGUSA.
El primer tramo del viaducto se construyó con cimbra autoportante, lo que permitió evitar cualquier interferencia en el tráfico inferior.
El segundo tramo se construyó in situ por el procedimiento vano a vano.

## Galería de imágenes
|                                                                     |
| Pila en V invertida que permite la transición entre los dos tramos. |

|                                                  |
| Detalle de la pila en V invertida de transición. |

|                                                            |
| Segundo tramo, formado por tablero de hormigón pretensado. |

|                                                     |
| Primer tramo, estructura mixta de hormigón y acero. |

|                                                         |
| Vista del viaducto desde la parte situada más al norte. |

|                                                |
| Detalle de una de las pilas del segundo tramo. |

|                                                           |
| El color verde de la estructura se integra en el entorno. |